# Sheykh Khomāţ
Sheykh Khomāţ är en ort i Iran.   Den ligger i provinsen Khuzestan, i den centrala delen av landet, 500 km sydväst om huvudstaden Teheran. Sheykh Khomāţ ligger 48 meter över havet och antalet invånare är 264.
Terrängen runt Sheykh Khomāţ är platt. Runt Sheykh Khomāţ är det ganska tätbefolkat, med 144 invånare per kvadratkilometer. Närmaste större samhälle är Alvān, 11,2 km nordväst om Sheykh Khomāţ. Trakten runt Sheykh Khomāţ består till största delen av jordbruksmark.